# Realismo directo
El realismo directo, realismo natural, realismo inmediato o realismo ingenuo es una corriente de la filosofía de la percepción y de la filosofía de la mente que asegura que los sentidos nos proporcionan una conciencia directa del mundo exterior. En contraste, al realismo indirecto o representativo sostienen que esa conciencia directa sólo nos es dada por representaciones internas del mundo externo.
El realismo directo ha sido defendido por Hilary Putnam, John McDowell, Galen Strawson, y John R. Searle.

## Descripción general

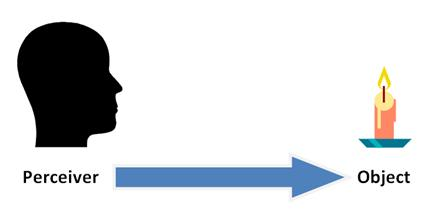
El realismo inmediato sostiene que percibimos el mundo directamente

El marco dialéctico para la discusión se presenta como una tríada inconsistente, las cuales las tres siguientes proposiciones no pueden ser verdaderas al mismo tiempo:
1. Los objetos físicos son independientes de la mente.
2. Los objetos físicos son los objetos directos de percepción.
3. Los objetos directos de percepción dependen de la mente.

El realismo inmediato rechaza la tercera afirmación, al negar que haya objetos directos de percepción en el sentido moderno temprano que es el contexto definitorio para este noción clave en todo.
Aristóteles fue el primero en proporcionar una descripción del realismo directo. En Acerca del alma, describe cómo se informa el observador del objeto en sí mismo a través de la forma hilomórfica que se transmite sobre el continuo de material intermedio con el que se impresiona el ojo.
Los realistas directos a veces mantienen que los realistas internos están confundidos acerca de modismos convencionales de las percepciones. La percepción es un ejemplo de contacto directo con algo; una fotografía u oír la grabación de una voz serían ejemplos de percepciones indirectas. Los realistas directos a menudo argumentan, contra los representacionalistas, que el hecho de que alguien tome conciencia de un árbol mediante un complejo proceso neurológico no apoya necesariamente la percepción indirecta. Simplemente establece el método, indudablemente complejo, por el cual se fija la conciencia directa del mundo. Argumentar en contra del realismo directo que la percepción de un árbol requiere de un reflejo no causal del árbol en la mente es semejante a decir que viajar directamente a casa de alguien implica una aparición mágica en la puerta de éste. El razonamiento de que una ruta compleja indica indirectividad puede ser un ejemplo de falacia genética.
El realismo directo propone una teoría no física de la experiencia, de modo que no identifica a ésta con el fenómeno cuántico que son las cosas en sí mismas, ni tan siquiera con las imágenes idénticas de la retina. Esta falta de superveniencia de la experiencia en el mundo físico indica que el realismo directo no es una teoría física.

## Características
La teoría realista directa, natural o inmediata se puede caracterizar como la aceptación de las siguientes cinco creencias:
- Existe un mundo de objetos materiales.
- Algunas afirmaciones sobre estos objetos se pueden conocer como verdaderas a través de la experiencia sensorial.
- Estos objetos existen no solo cuando son percibidos sino también cuando no son percibidos. Los objetos de percepción son en gran medida independientes de la percepción .
- Estos objetos también pueden conservar las propiedades de los tipos que percibimos que tienen, incluso cuando no se los percibe. Sus propiedades son independientes de la percepción.
- Por medio de nuestros sentidos, percibimos el mundo directamente, y más o menos como es. En general, nuestras afirmaciones de tener conocimiento de ello están justificadas ".[9]

## Críticas
Se argumenta que la posición se enfrenta a varios problemas para explicar las ilusiones y la alucinaciones que a su vez ponen de manifiesto su fracaso para reconfigurar satisfactoriamente el fenómeno de la presentación perceptiva de la experiencia de objetos físicos particulares independientes de la mente fuera del marco moderno temprano.
El argumento de la ilusión supuestamente muestra la necesidad de postular los datos sensoriales como objetos inmediatos de percepción. En casos de ilusión o alucinación, el objeto tiene cualidades que ningún objeto físico público tiene en esa situación y, por lo tanto, debe ser distinto de dicho objeto.
Por otra parte, la ciencia moderna señala que, a pesar de lo que sostendría un realista directo, los colores —por ejemplo— no son cualidades de las cosas, sino que son un efecto psicológico (fenoménico) causado por la interacción del organismo con ondas electromagnéticas del espectro de la luz visible de una longitud de onda X, variando la cual varía el color percibido. Similarmente sucedería con los olores, los sabores, etc.: estos no serían propiedades intrínsecas de la materia sino efectos de los procedimientos químicos en el cerebro y el resto del sistema nervioso.
Varios filósofos razonan que es incompatible aceptar el realismo directo en filosofía de la percepción y al mismo tiempo el realismo científico en la filosofía de la ciencia. El realismo científico sostiene la idea de que el universo contiene sólo aquellas propiedades que maneja una descripción científico-natural (física) del mundo en sí, lo cual significa que cualidades secundarias, como el color, no son reales "per se" y que lo que sucede es que diferentes longitudes de onda son reflejadas sobre la superficie de los objetos físicos debido a la diversa y específica naturaleza fisicoquímica microscópica de los objetos en cuestión.
John Locke propuso que el mundo en sí consiste en objetos dotados de cualidades primarias —tales como extensión, forma o movimiento—, aludidas por una cierta concepción corpuscular acerca del mundo, mientras que cualidades secundarias —tales como "colores", "olores", etc.— son, en un sentido importante, subjetivas, dependen de las relaciones entre el "perceptor" y el "objeto percibido", no sólo del "objeto".